# Pennkniv

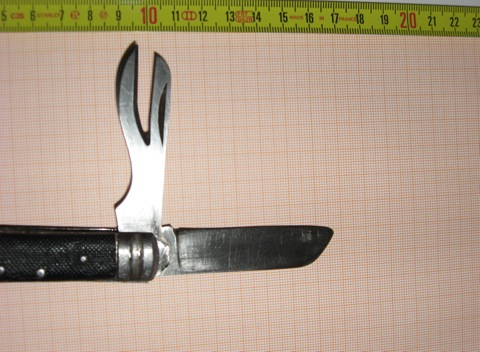
Pennkniv

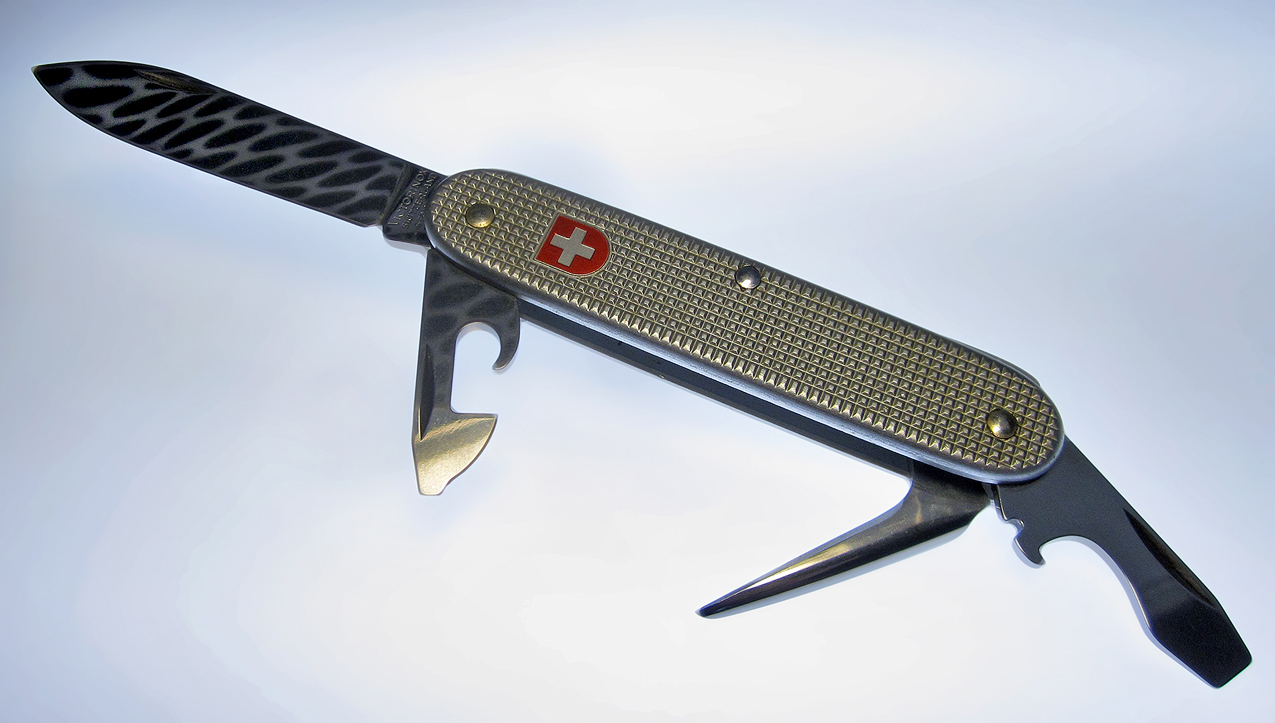
Pennkniv. Schweiziska Victorinox med 4 blad.

Pennkniv är ett litet hopfällbart verktyg som kan användas för att vässa blyertspennor. Man kan även snitta gåsfjäderpennor samt snoppa cigarrer. Ofta var den i form av en liten fällkniv eller fickkniv, inte sällan med ett par ytterligare verktyg, till exempel korkskruv och nagelfil, men pennknivar med fast blad och fodral förekom också. Pennkniven var, förutom ett bruksföremål, också något av en statuspryl och inte sällan var skaftet gjort av något exklusivt material som pärlemor eller elfenben.
Pennkniven var under 1900-talets första hälft en av de vanligaste reklampresenterna, vad vi idag kallar "give aways". Det tillverkades otaliga pennknivar med stora och små företags namn och logga[källa behövs]. 
Vid tillverkningen av pennknivar och andra fällknivar i Sverige, satt man och slipade och polerade knivbladen för hand in på 1950-talet. Sedan kom på gott och ont automatiseringen, och slipning och polering kom att utföras maskinellt. 
Ordet "pennkniv" finns belagt i svenska språket sedan 1579.